# Cotentin

Cotentin, en gris con los límites del departamento de la Mancha.

El Cotentin es una región natural normanda del macizo armoricano francés, llamada antiguamente Pagus Constantiensis (país de Coutances), situada entre el estuario del río Vire y la bahía del Monte Saint-Michel y que coincide sustancialmente con la península del mismo nombre.

## Geografía

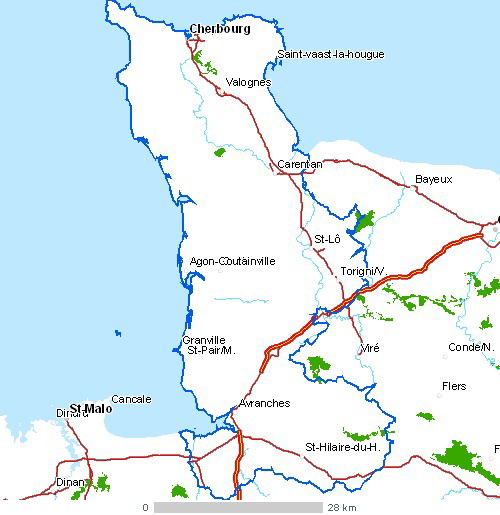
Mapa de la península del Cotentin.

Antiguamente, la parte norte del Cotentin era casi una isla, separada del continente por los Marais de la Douve (Parque natural regional de los Pantanos de Cotentin y de Bessin). Solo una delgada franja de tierra en los páramos de Lessay la conectaba con tierra firme. Hoy, gracias a las compuertas (portes à flot) ubicadas en la costa oeste, pero principalmente en la costa este, en la bahía de Veys, ahora es una península.
Las rocas más antiguas de Francia afloran en la Hague, particularmente en Jobourg. 
Geológicamente, el Cotentin es parte del Macizo Armoricano, con la excepción de Plain, unida a la cuenca de París.
Los cabos corresponden a las rocas más duras (granito, gneis o gres). En las bahías las rocas son más blandas:
- punta de Barfleur;
- cabo de la Hague;
- Nez de Jobourg;
- cabo de Flamanville;
- cabo de Carteret;
- Cabo Lihou à Granville.

A lo largo de la historia los límites de Cotentin han ido evolucionando: en principio este nombre designaba a la región de Coutances, capital de la diócesis que le dio su nombre. Posteriormente Cotentin dio nombre a una región natural francesa llamada la Península de Cotentin y con la que, en ocasiones, se confunde. No obstante, la situación geográfica del Cotentin histórico sobrepasa la península, dado que las ciudades de Saint-Lô, Villedieu-les-Poêles y Granville son, históricamente, cotentinesas.

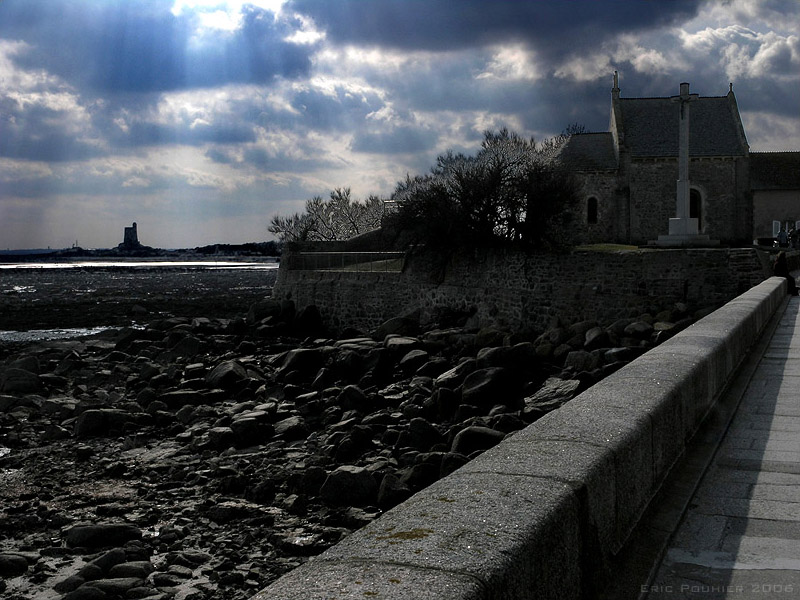
Fuerte de La Hougue.

La península del Cotentin se extiende entre el estuario del río Vire y la desembocadura del río Ay formando una península que corresponde a la parte norte del departamento de la Mancha. Aunque normalmente se conoce como Cotentin es denominada, para evitar confusiones, Norte-Cotentin o País de Cotentin, excluyendo el municipio de Coutances y el sur del Cotentin histórico. La península está claramente delimitada por el mar por el oeste, el norte y el este, y por una extensa zona de pantanos inundables por el sudoeste. En la historia ha sido mencionada ocasionalmente como una isla, dado que la zona pantanosa ocupa la parte más septentrional del Cotentin de Normandía por el sudoeste, conformando así la península. Hasta la construcción de carreteras modernas, era casi inaccesible en invierno. El Parque natural regional de los Pantanos de Cotentin y de Bessin ocupa una gran parte de la península.
La península de Cotentin está dividida en cuatro “regiones” históricas: al noroeste, la Hague; al nordeste, el Valle de Saire; en el centro, el Plain, paisaje típico de Normandía: (bocage); al sur, el pasaje de Cotentin o Bauptois, zona de pantanos y landas. 
El Cotentin en su definición más amplia comprende dos tercios norte del departamento de la Mancha, el tercio sur está compuesto por la totalidad del Avranchin y una pequeña parte del oeste de Calvados.
Geológicamente, Cotentin es una parte del macizo armoricano.
Cotentin está rodeado: al este, por el Bessin, el bocage virois; por el sur y el oeste, Avranchin ; y la Mancha por el oeste, el norte y el nordeste. En el oeste está la costa de las islas que se hallan frente a las islas del Canal y a Chausey a las que se accede por medio de un ferry que sale de Carteret y de Granville. Las islas Chausey frente a Granville forman parte del Cotentin. El Raz Blanchard separa el cabo de la Hague y la isla de Aurigny y el passage de la Déroute, la côte des havres y la isla de Jersey.
La ciudad más grande de Cotentin es el puerto de Cherburgo, en la costa norte, de ser un importante puerto militar se convirtió en un puerto mayor debido a las conexiones con Inglaterra e Irlanda. Otras ciudades de no menos importancia son: Barfleur, Barneville-Carteret, Beaumont-Hague, Bricquebec, Carentan, La Haye-du-Puits, Les Pieux, Lessay, Portbail, Sainte-Mère-Église, Saint-Sauveur-le-Vicomte, Saint-Vaast-la-Hougue, Valognes.

## Historia

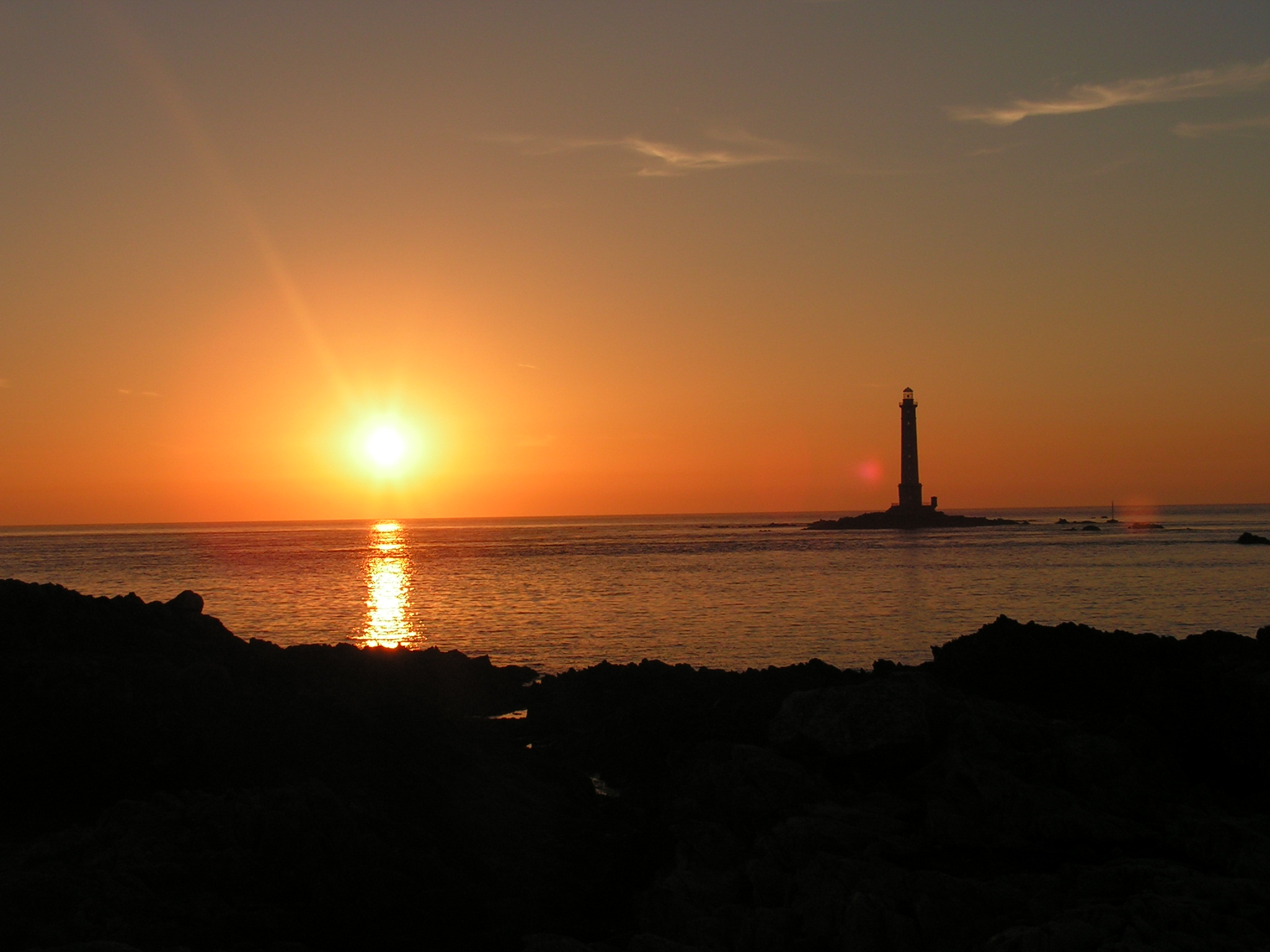
Faro de Hagueá, la punta noroeste de Cotentin.

### Era prerromana
Antes de la conquista romana el Cotentin estuvo ocupado por una tribu gala conocida como los unelles

### La conquista romana
Tres legiones romanas capitaneadas por Tiburius Sabinus, lugarteniente de Julio César invadieron el Cotentin en el verano del 56 a. C. Los unelles, conducidos por Virídovix, resistieron denonadamente,, pero fueron derrotados en el Mont-Castre (Lithaire).
Los galos se replegaron refugiándose detrás del Hague-Dick, pero no pudieron resistir tras la última batalla llevada a cabo en las landas de Jobourg.
Cosedia, la capital de los unelles, tomó en 298 el nombre de Constantia, cambiándolo después por el nombre del emperador romano Constancio I. Llamada en latín Pagus Constantiensis (país de Constance), la península acabó llamándose Cotentin. La otra ciudad principal es Alauna (Valognes).

### Edad Media
En la época merovingia de la Neustria, Cotentin y Avranchin fueron cedidos, en 867 por el rey Carlos el Calvo a Salomón I de Bretaña por medio del tratado de Compiègne a cambio de un juramento de fidelidad y una promesa de ayuda contra los vikingos, pero Guillermo I de Normandía las conquistó junto con las Islas del Canal en 933 y las integró al ducado de Normandía fundado en 911. Más tarde las devolvió, a excepción de las Islas del Canal, a Francia tras la confiscación del ducado de Normandía llevada a cabo por Felipe Augusto.
Como muchas de las regiones francesas, el Cotentin fue particularmente atacado por múltiples cuestiones referentes a la brujería. En el siglo XI comenzó un largo período de persecuciones masivas. Pero el punto culminante de la ola de represión se sitúa entre 1580 y 1630. La región fue especialmente castigada por el terrible proceso de los sortilegios de La Haye-du-Puits, que comenzaron en 1669.

### Era moderna
Durante la Guerra de los Nueve Años, Saint-Vaast-la-Hougue, cercano a Barfleur fue el lugar en el que se desarrolló la Batalla de la Hougue, que enfrentó, en 1692 a la flota anglo-holandesa a la flota francesa del vicealmirante Tourville.
Hasta la Revolución la ciudad de Valognes fue un lugar de descanso y ocio para la aristocracia, lugar al que se llegó a llamar el Versalles normando.

### Segunda Guerra Mundial
El Cotentin ha sido uno de los principales lugares de combate de Francia. En la Segunda Guerra Mundial, durante la batalla de Normandía (junio-agosto de 1944) se produjeron numerosas destrucciones de ciudades, villas, aldeas y otros lugares históricos, igualmente destruidos lo fueron castillos, palacios y mansiones erigidas en la región.
En Cotentin tuvo lugar el desembarco de la playa de Utah y sobre la región de Sainte-Mère-Église aterrizaron los paracaidistas el 6 de junio de 1944, al que siguió el complicado avance de las tropas americanas para tomar el puerto de Cherburgo, después atravesar el frente alemán tras la penosa bataille des haies en el verano del 44, combates que significaron grandes pérdidas militares y civiles.

## Economía

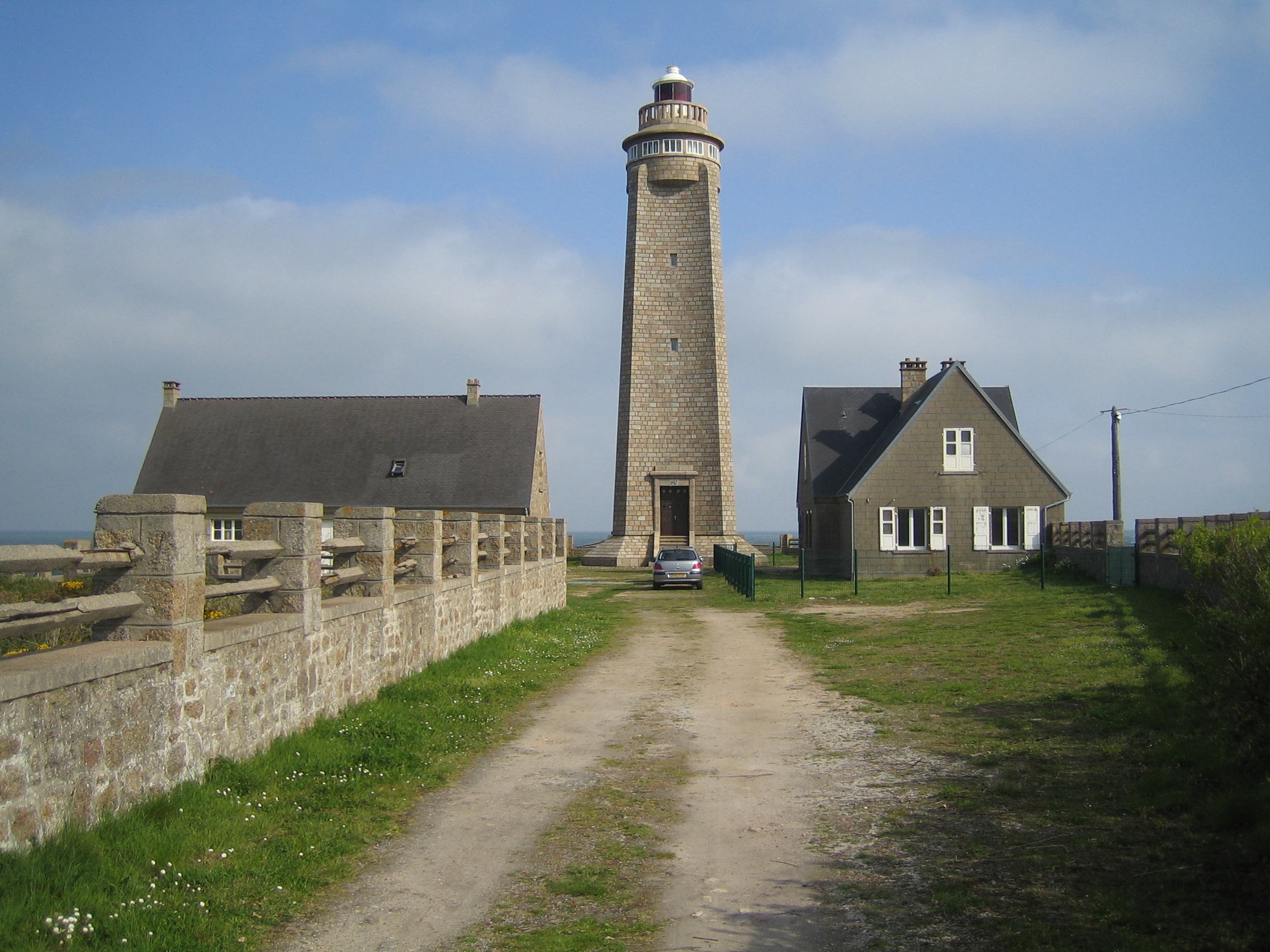
Faro del Cabo Lévi.

La economía de Cotentin está asociada a la industria nuclear dada su situación geoestratégica y juega un papel predominante en la economía de esta aislada región. Flamanville es la sede de una central nuclear que ha experimentado un crecimiento considerable de su capacidad con la ayuda de un reactor suplementario EPR. A algunos kilómetros del Norte, en el pico de la Hague hay una central de reciclaje para los residuos nucleares gestionada por Areva NC, y el centre de stokage de la Manche de ANDRA. Los vehículos que transportan los combustibles irradiados a dichos centros, o provenientes de ellos (fuertemente protegidos), son bloqueados regularmente por los miembros de Greenpeace. Los grupos de Greenpeace locales ya han dado la señal de alarma acerca del nivel de radioactivdad detectada en el agua y del enfriamiento de estos dos lugares nucleares, evacuados en el Raz Blanchart. Por último DCNS Cherbourg, está especializado en los submarinos nucleares lanzadores de misiles.
No obstante, la agricultura (ganadería, horticultura, multicultura y la industria agroalimentaria inducida), y la pesca, siguen siendo las actividades tradicionales en el Cotentin, así como los astilleros navales (Cherburgo), y el turismo (costa Oeste).

## Cultura

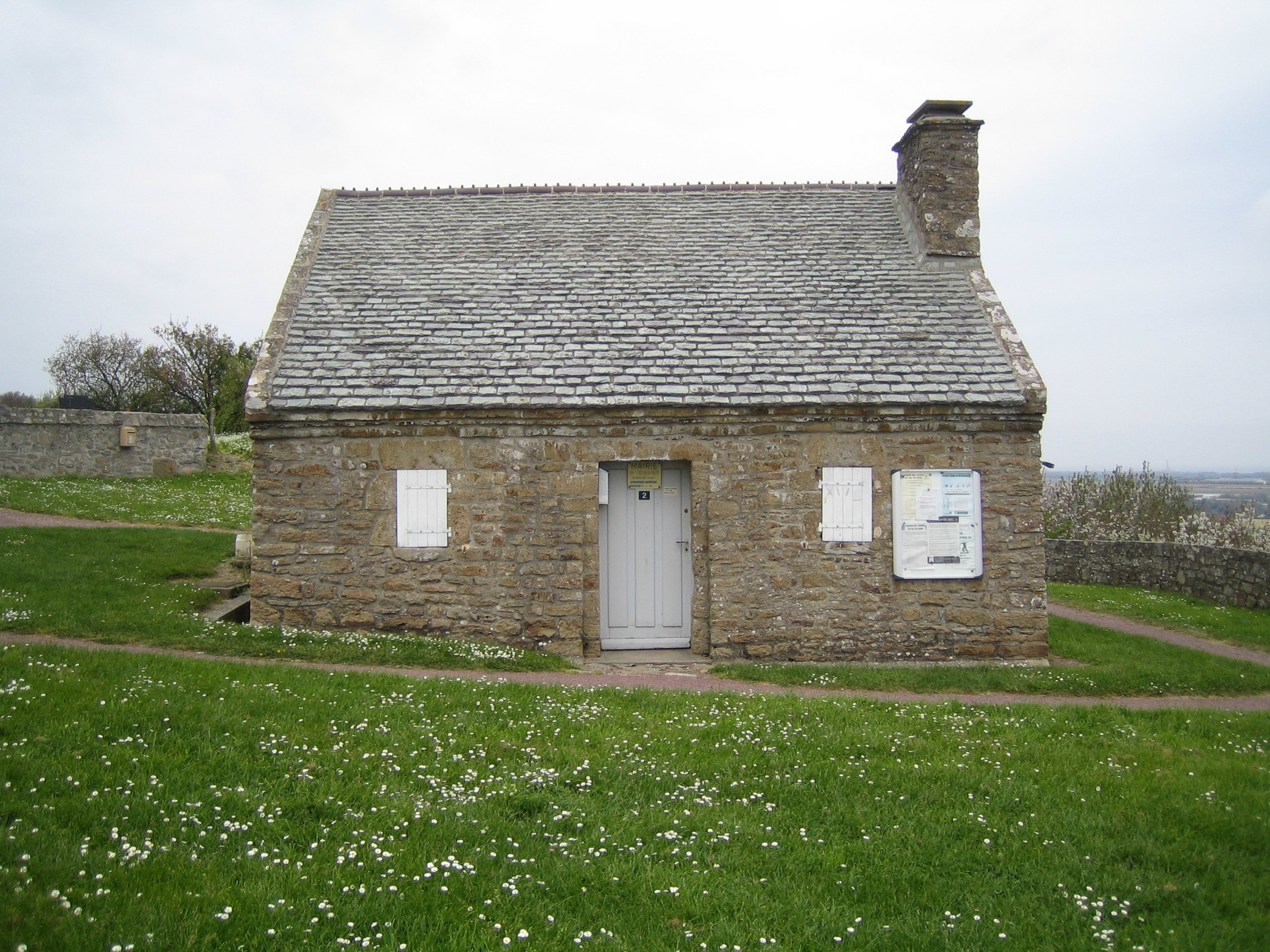
Pantano de La Pernelle en el norte de Cotentin.

Ayuntamiento de La Pernelle, en el Nordeste de Cotentin.
La vida social cotentinesa ha sido descrita en las novelas de Jules Barbey d’Aurevilly, nativo de Cotentin.

### Idioma
Dado su relativo aislamiento el Cotentin es uno de los últimos bastiones de la lengua normanda. El poeta en lengua normanda Côtis-Capel describe en sus poemas el entorno de la península, y el autor normando Alfred Rossel, nativo de Cherburgo ha compuesto varias canciones que forman parte de la herencia cultural de la región. Su canción Sus le mé (Sur la mer), es cantada, frecuentemente, como himno nacional.
Si bien el francés es, en la actualidad, el idioma usual y la única lengua hablada por la mayoría de los habitantes de Cotentin, el cotentinais todavía subsiste. El cotentinés es una variante de la lengua normanda. Este se parece al jersiais y al guernesiais, pero no es uniforme. Existen un gran número de dialectos locales que pueden reagruparse en 5 subgrupos:
- la lengua de la Hague, al noroeste de la península de Cotentin
- la lengua del Valle de Saire, al nordeste
- la lengua del Coutançais del norte, al norte de la línea de Coutances-Saint-Lô
- la lengua del Coutançais del sur, al norte de la Línea Loret
- el baupteis, lenguaje del Bauptois, entre Carentan y La Haye-du-Puits.

La forma de hablar de Cherburgo pertenece al primer subgrupo, aunque ha desaparecido. 
Esta dispersión de las lenguas hace sospechar que la mayoría de estos dialectos habrán desaparecido hacia la primera mitad del siglo XXI.
El pintor Jean-François Mollet, nacido en Gruchy ha heredado de sus humildes orígenes cotentineses una propensión innata hacia la representación de escenas rurales llenas de poesía, pintando a los más pobres de la clase campesina.
El Prix littérarire du Contentin se otorga, cada año, a un libro escrito por un escritor originario de Cotentin en el que la acción se desarrolle en esta región, o el tema la exalte.
La canción en la lengua regional normanda todavía subsiste en el Cotentin gracias a la actuación de las asociaciones que se preocupan por su supervivencia: Prechi Normand (St-Georges-la-Rivière), Les Amis du Donion (Bricquebec), la Université Populaire du Coutançais Le Boués-Jaun. 
Las poesías de los grandes poetas en lengua normanda: Marcel Dalarun y Alphonse Allain, han sido convertidos en canciones por Daniel Bourdelés que ha contribuido, con ello, a esta renovación. La Asociación Magéne, impulsora de estas iniciativas ofrece un repertorio importante de canciones normandas.

## Entorno
El entorno de Cotentin está seriamente amenazado por los riesgos medioambientales siguientes:
- elevación del nivel del mar, debido al recalentamiento climático
- marea negra, dado que, a lo largo de sus costas pasan los petroleros
- accidente nuclear, susceptible de suceder en alguno de los lugares de la industria nuclear
- contaminación nuclear, debida al transporte de materias radioactivas ya sea por mar, por carretera o por ferrocarril.

## Históricos
- Antigua diócesis de Coutances
- Condado de Cotentin
- Bailía de Cotentin
- Señorío de Cotentin (siglo XIV)
- Gran bailiage de Cotentin
- Généralité de Caen
- Departamentos de la Mancha y de Calvados